# Рурална социологија
Рурална социологија јe поље социологије традиционално повезано са проучавањем друштвене структуре и сукоба у руралним подручјима, иако тематске области, као што су храна и пољопривреда, превазилазе традиционалне просторне границе. То је активно поље у већем делу света, који води порекло из САД прве половине 20. века и уско је повезано са националним Министарством пољопривреде и са land-grant Универзитетимa пољопривреде.
Социологија хране и пољопривреде једна је од области руралне социологије а многе области посвећене су и економији пољопривредне производње. Остале области проучавања обухватају руралне миграције и остале демографске обрасце, социологију животне средине, социологија природних ресурса (укључујући шуме, рударство, риболов и друге области), руралне културе и идентитете, руралну бригу о здрављу и функционалну страну политике која се бави едукацијом. Многи социолози који се баве руралном социологијом посвећени су областима као што су студије развоја, студије заједнице, развој заједнице и еколошких студија. Већи део истраживања обухвата земље Трећег света.
Рурална социологија као посебна социолошка дисциплина: "живот на селу" . Термин рурални је сам по себи социолошке нарави и односи се на село и сеоску заједницу, односно на сеоски простор и сеоски живот. Предмет проучавања руралне социологије је друштво које живи у руралној средини и понаша се на специфичан начин те има карактеристичан круг процеса и односа.

## Историја

### САД
Рурална социологија била је прва, а веома дуго и највећа грана социологије у Америци. Историја ове области била је популарна педесетих и шездесетих година 20. века.

### Европа
Рурална социологија у Европи није развијена у старим, устаљеним универзитетима, већ у новим земљама које су настале после 1919.године. Оне су биле под јаким утицајем политичке филозофије аграрнизма који је промовисао сељака као основу сваког друштва. Чехословачка је отворила три истраживачка центра, а други су отворени у Румунији и Југославији.

## Кризе
Смит је 2011. године рекао да је рурална социологија у лошем стању:
"Рурална социологија упала је хронично стање кризе, поремећена наизменично теoријском мањкавошћу, институционалном изолацијом, отуђењем од општијих дисциплина социологије и у основи све мањим значајем модерном урбаном друштву."

## О Мисијама
Мисије универзитетских одељења руралне социологије прошириле су се и на друге теме као што су одрживи развој. На пример на Универзитету у Мизурију мисија је:
"Одељење руралне социологије на универзитету у Мисури користи теоријске и методолошке алате руралне социологије за решавање нових изазова у 21.веку-очување наших природних ресурса, обезбеђивање сигурне и квалитетне хране за експанзију становништва и прилагођавање климатским променама.
Универзитет у Висконсину је један од првих универзитета који је основао одељење за руралну социологију. Термин "рурална" замењен је са термином одељење заједнице и друштвене средине. Исто тако, програм руралне социологије на универзитету у Кентакију развио је "Одељење развоја заједнице и лидерства". Универзитет Корнел је такође променио име у одељење за социологију развоја.

## Удружења
Научна удружења у руралној социологији укључују:
- Рурално социолошко друштво (РСС), Сједињених Америчких Држава, формирано је 1937.године након расправе Америчког социолошког друштва.
- Европско друштво за руралну социологију (ЕСРА)основан је 1957. Она каже да је водећа " европска асоцијација за научнике укључена у студију пољопривреде и рибарства, производње и потрошње хране, рурални развој и промене, руралности културног наслеђа,једнакости и неједнакости у друштву, и рурална природа и заштита животне средине".
- Међународна асоцијација руралне социологије (ИРСА) има за мисију "подстицање развоја руралне социологије", да унапреди примену социолошког истраживања на побољшању квалитета руралног живота и обезбеди механизам којим могу генерисати дијалог и корисне размене".
- Међународно удружење за друштво и природне ресурсе (ИАСНР) издаје часопис Друштва и Природни ресурси.